# Ayesha Harruna Attah

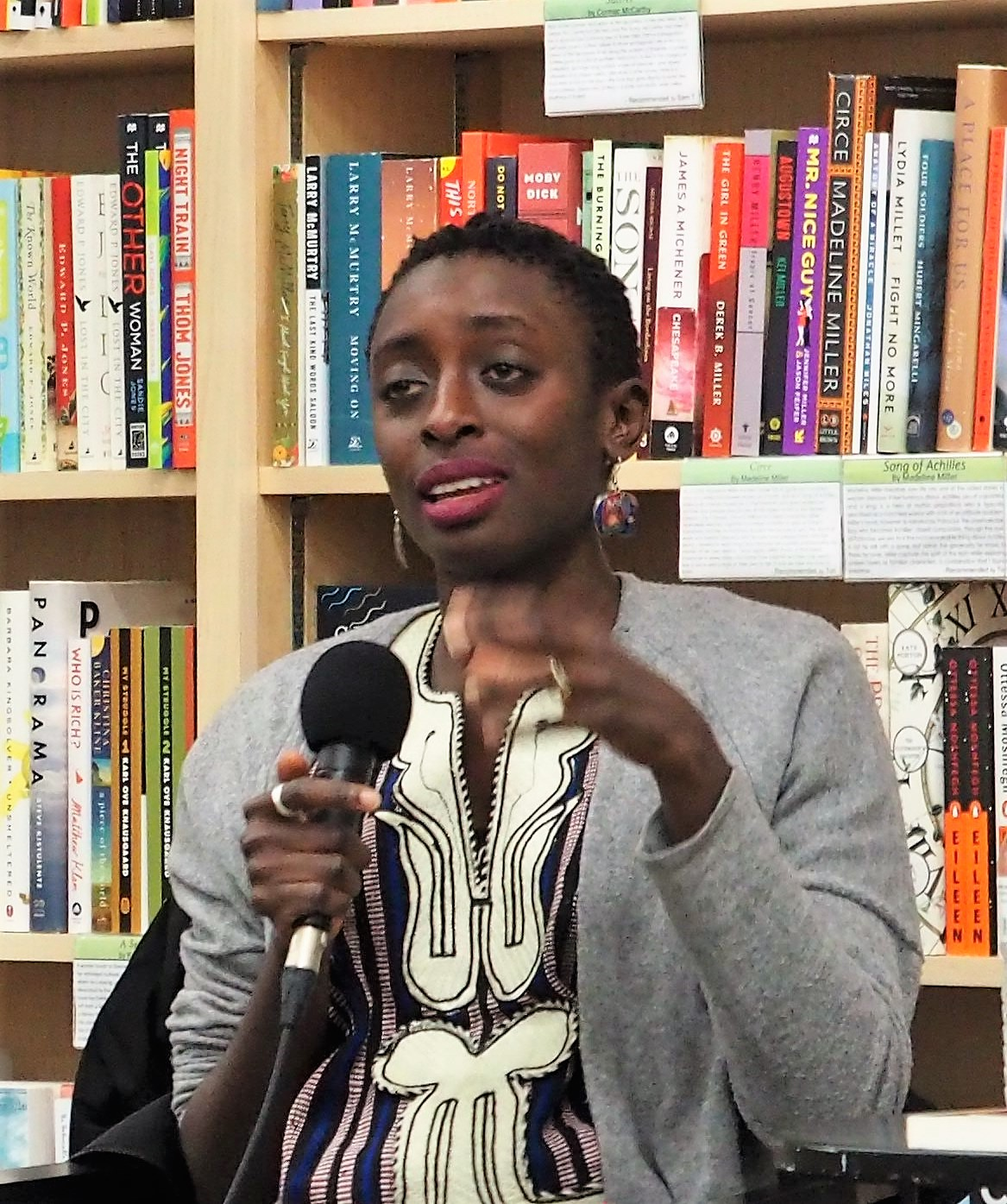
'Ayesha Harruna Attah

Ayesha Harruna Attah (sinh tháng 12 năm 1983) là một nhà văn tiểu thuyết gốc Ghana. bà hiện đang sống ở Sénégal.

## Tuổi thơ và giáo dục
Ayesha Harruna Attah sinh ra ở Accra, Ghana, vào những năm 1980, dưới một chính phủ quân sự, có mẹ là nhà báo và cha là nhà thiết kế đồ họa. Attah đã nói: "Cha mẹ tôi là người có ảnh hưởng lớn đầu tiên của tôi. Họ điều hành một tạp chí văn học tên là Imagine, có những câu chuyện về Accra, những bài báo về nghệ thuật, khoa học, phim ảnh, sách; phim hoạt hình mà tôi đặc biệt yêu thích (và vẫn là) những anh hùng của tôi. Tôi phát hiện ra Toni Morrison khi tôi mười ba tuổi và tôi bị cuốn hút. Tôi nuốt chửng mọi thứ bà viết. Tôi nhớ rằng đã đọc Thiên đường, và trong khi ý nghĩa của nó hoàn toàn lảng tránh tôi, tôi đã cảm thấy như đó là điều nhất cuốn sách tuyệt vời được viết và một ngày nào đó tôi muốn viết một thế giới đầy những nhân vật nữ mạnh mẽ, giống như bà Morrison đã làm. " 
Sau khi lớn lên ở Accra, bà chuyển đến Massachusetts và học ngành Hóa sinh tại Đại học Mount Holyoke, và sau đó là Đại học Columbia, và bà đã nhận được MFA về Viết sáng tạo tại Đại học New York.

## Viết
bà đã xuất bản ba cuốn tiểu thuyết. Mưa Harmattan cuốn sách đầu tay của bà (2009) được viết như là kết quả của một học bổng từ mỗi Ankh Publishers - dưới sự hướng dẫn của tiểu thuyết gia Ghana Ayi Kwei Armah - và TrustAfrica, và được lọt vào danh sách cho năm 2010 giải Commonwealth Writers' (Khu vực Châu Phi). Cuốn tiểu thuyết thứ hai của bà Saturday Saturday Shadows, được xuất bản bởi World Editions  năm 2015, được đề cử cho Kwani? Dự án bản thảo, và đã được xuất bản bằng tiếng Hà Lan (De Geus). Cuốn tiểu thuyết thứ ba của bà là The Hundred Wells of Salaga, đề cập đến "các mối quan hệ, ham muốn và đấu tranh trong cuộc sống của phụ nữ ở Ghana vào cuối thế kỷ 19 trong cuộc tranh giành châu Phi".
Là người được nhận giải thưởng AIR 2014, Attah là một nhà văn thường trú tại Học viện Sacuto ở thành phố Bahia, Brazil. bà cũng đã giành được học bổng Miles Morland Foundation vào năm 2016 cho một cuốn sách phi hư cấu được đề xuất về lịch sử của hạt kola.

### Harmattan Rain
Harmattan Rain được viết vào năm 2009, kể về câu chuyện của gia đình Ghana ba thế hệ, bao gồm Lizzie-Achiaa, Akua Afriyie và Sugri.
Lizzie-Achiaa là vị vua mẫu hệ dũng cảm của gia đình họ, người đã chạy đi tìm người yêu và đồng thời theo đuổi sự nghiệp điều dưỡng. Con gái nổi loạn của cô, nghệ sĩ Akua Afriye, tự mình làm cha mẹ đơn thân ở một đất nước rung chuyển bởi những cuộc đảo chính liên tiếp, và bà con gái duy nhất của Akua Afriye là một bà gái thông minh, đáng yêu, lớn lên, sau đó rời khỏi trường đại học ở New York, nơi bà học được rằng đôi khi người ta có thể có quá nhiều tự do.

### Saturday's Shadows
Lấy bối cảnh vào những năm 1990 ở Tây Phi, Saturday's Shadows nói về "một gia đình đang đấu tranh để duy trì sự gắn kết của mình giữa bối cảnh chính trị khó khăn", trong đó có nói: "Attah một lần nữa chứng minh sự thành thạo của mình như một nhà văn. Khéo léo của bà như một nhà văn với sự chính xác và sáng suốt trong phát triển nhân vật của mình. " 

## Công trình
Tiểu thuyết
- Harmattan Rain Popenguine, Sénégal, Tây Phi: Mỗi Ankh, 2008. ISBN 9782911928123
- Thứ bảy bóng tối London: Phiên bản thế giới, 2015. ISBN 9789462380431 Mã số   IDIA462380431, OCLC 903399393
- Hàng trăm giếng của Salaga New York: Báo chí khác, 2019. ISBN 9781590519950 Mã số   Miếng90519950, OCLC 1035458812

Tiểu luận
- "Skinny Mini", Nhật ký vịt con xấu xí, tháng 7 năm 2015 [20]
- "Kẻ xâm nhập", Tạp chí New York Times, tháng 9 năm 2015 [21]

Viết khác
- "Ngôi nhà thứ hai, Du thuyền Plus", Tạp chí Du thuyền, tháng 10 năm 2007 [22]
- "Sự cố trên đường đến chợ Bakoy", Tạp chí Asymptote, 2013 [23]